# Дубингяйская резня
Дубингяйская резня — массовое убийство 20—27 литовских мирных жителей в местечке Дубингяй 23 июня 1944 года, совершённое 5-й бригадой Армии Крайовы (АК) в отместку за расправу над польскими мирными жителями в Глитишкес (Глинчишках), совершённую подчиненным нацистам Литовской вспомогательной полицией 20 июня 1944 года. Дубингяйская резня положила начало более широкой операции АК, в которой были задействованы другие подразделения помимо 5-й бригады. Всего к концу июня 1944 года в Дубингяй и соседних деревнях Ионишкис, Интурке, Биютишкис и Гедрайчяй  5-й бригадой АК было убито 70—100 литовцев.  Нацистские коллаборационисты якобы были главными целями, но среди жертв также были пожилые люди и дети, в том числе младенцы в возрасте 4 и 11 месяцев.  Дальнейшие конфликты между литовскими и польскими частями были предотвращены советско-польским освобождением Вильнюса в середине июля.

## Предыстория
Литовско-польские отношения в межвоенный период были натянутыми, поскольку обе стороны претендовали на Виленский край. Во время Второй мировой войны эта напряженность усугублялась различными пристрастиями: литовская администрация и военизированные формирования склонялись к Германии, в то время как польское сопротивление вело активную партизанскую войну против нацистов. В конце концов, эта напряженность переросла в вялотекущую гражданскую войну, кульминацией которой стала серия массовых убийств мирных жителей.
20 июня 1944 года члены Армии Крайовой (АК) убили четырех военнослужащих 258-го литовского полицейского батальона в деревне Глитишкес; в отместку литовская полиция убила 26 или 37 польских жителей. В свете этих событий, а также другой информации об усилении действий литовских войск, командование АК Вильнюсского края Александра Кшижановского под кодовым именем Вилк предположило, что это начало новой, крупной антипольской операции и только демонстрация силы польских войск в регионе могла бы остановить убийства и защитить мирных жителей Польши. По региону распространялись листовки о том, что АК планировал казнить членов литовских частей, виновных в резне в Глинчишках, планировался рейд на территорию довоенной Литовской Республики. Командование АК не планировало и фактически категорически запрещало любые расправы над невинными мирными жителями.

## Убийства в Дубингяе
5-я бригада АК под командованием Зыгмунта Шендзеляжа под кодовым именем Лупашко узнала, что некоторые из лиц, ответственных за резню в Глинчишках, и их семьи находились в полицейском участке в Дубингяе. Рота 5-й бригады под командованием Виктора Вёнцека (кодовое имя Ракоци) решила разрушить полицейский участок и казнить нескольких нацистско-литовских осведомителей. Существуют разные версии того, кто руководил рейдом на Дубингяй; большинство источников приписывают это Шендзеляжу, командиру 5-й бригады, в то время как Хенрик Пискунович, польский историк и автор нескольких публикаций об операциях Армии Крайовой в Виленском крае, особо указал на Вёнцека. В штабе АК узнали об этой инициативе и опасались, что солдаты 5-й бригады, которые только что стали свидетелями резни в Глинчишках, могут не выполнить приказ, запрещающий действия против мирных жителей. Он отправил курьера из штаба в Вильнюсе с приказом 5-й бригаде оставаться на месте, однако курьер не успел вовремя добраться до местных командиров.
Деревню предупредили, что нападение поляков неизбежно, и многие люди, в том числе полицейские, участвовавшие в резне в Глинчишках, бежали до того, как поляки начали убийства. АК нацеливалась на литовское население, используя литовские молитвенники как средство идентификации литовцев, но щадя тех, кто состоял в смешанных браках с поляками. Нацистские коллаборационисты якобы были главными целями, но среди жертв были также пожилые люди, дети и даже младенцы. Также есть данные, что были убиты польская женщина и ее четырёхлетний сын. Общее количество жертв оценивается между 20 и 27.

## Дальнейшие убийства
Убийства в Дубингяе, пусть даже преждевременные и незапланированные командованием АК, ознаменовали начало более широкой операции АК, в которой были задействованы и другие подразделения помимо 5-й бригады. С 25 по 27 июня различные польские подразделения вошли на довоенную территорию Литвы и провели ряд акций против литовских вспомогательных полицейских батальонов и тех, кого заклеймили как сочувствующих нацистам. Польские источники отмечают, что в результате широкомасштабных операций в этот период произошло несколько жертв среди гражданского населения, в частности, когда загорелись несколько зданий. По данным литовских источников, всего к концу июня 1944 года в Дубингяй и соседних деревнях Ионишкис (12 человек отрядом, которым командовал член АК с позывным Макс), Интурке, Биютишкис, и Гедрайчяй было убито 70—100 литовских мирных жителей. Литовский историк Арунас Бубнис перечисляет следующие жертвы в деревнях Молетского района: 8 человек в Виманчяй, 4 человека в Рапутэнай, 2 человека в Ажуожерай, 17 человек в Алкунай. Самой молодой жертвой стал 4-месячный ребенок.

## Последствия
Пискунович утверждает, что убийства АК 23—27 июня были успешными, поскольку литовские силы не предприняли дальнейших действий, подобных предыдущей резне в Глинчишках. Однако это утверждение в значительной степени спекулятивно, поскольку любая возможность дальнейшей эскалации с обеих сторон была пресечена советским захватом Вильнюса двумя неделями позже.
Эта цепь событий запятнала репутацию АК в Литве и продолжает портить литовско-польские отношения. Зыгмунт Шендзеляж, командир 5-й бригады, ответственной за резню, стал участником польского антисоветского сопротивления и был арестован в 1948 году коммунистической польской тайной полицией. После более чем двух лет пыток и допросов он был казнен коммунистическим правительством Польши в 1951 году. В 1993 году, после падения коммунизма, Шендзеляж был реабилитирован и признан невиновным по всем пунктам обвинения Военной палатой Верховного суда. Шендзеляж продолжает получать посмертные награды: Орден Возрождения Польши от президента Леха Качиньского в 2007 году, повышение до генерал-лейтенанта министром обороны Антонием Мацеревичем и речь президента Анджея Дуды в 2016 году, восхваляющая Шендзеляжа и призывающая польскую молодежь последовать его примеру, каждый раз вызывая негативную прессу в Литве.
В 1992 году литовские власти возбудили уголовное дело о массовых убийствах АК в Молетском районе.  Расследование зафиксировало не менее 273 смертей литовцев в 1943—45 годах, но не смогло установить личности ответственных членов АК. Поскольку командиры АК уже были мертвы, дело было закрыто в 1996 году.